# Metaxia metaxa
Metaxia metaxa é uma espécie de molusco pertencente à família Triphoridae.
A autoridade científica da espécie é Delle Chiaje, tendo sido descrita no ano de 1828.
Trata-se de uma espécie presente no território português, incluindo a zona económica exclusiva.